# Římskokatolická farnost Popice u Hustopečí
Římskokatolická farnost Popice u Hustopečí je územním společenstvím římských katolíků v rámci hustopečského děkanství brněnské diecéze s farním kostelem svatého Ondřeje. 

## Historie farnosti
Farní kostel svatého Ondřeje je původně románská stavba, který byl přestavěn na konci 17. století. Během 18. a začátku 19. století byl několikrát zasažen ohněm. Samostatnou farností se staly Popice roku 1860. O tři roky později byla postavena věž kostela.

## Duchovní správci
V letech 2007 až 2011 byl administrátorem R. D. Mgr. Michael František Schnitter O.Praem. Administrátorem excurrendo byl od 1. srpna 2011 R. D. Mgr. Jiří Grmolec ze Šakvic. S platností od 1. srpna 2019 byl novým administrátorem excurrendo jmenován R. D. Jan Nekuda.
Od října 2023 jen nahradil R. D. Mgr. Vít Rozkydal.

## Bohoslužby
| Kostel          | Místo  | Bohoslužba (den) | Hodina     | Poznámka     |
| --------------- | ------ | ---------------- | ---------- | ------------ |
| svatého Ondřeje | Popice | neděle čtvrtek   | 9.30 18.00 | Farní kostel |

## Aktivity farnosti
Dnem vzájemných modliteb farností za bohoslovce a bohoslovců za farnosti brněnské diecéze je 9. prosinec. Adorační den připadá na 14. června.
Každoročně se zde koná tříkrálová sbírka. V roce 2015 se při ní vybralo 41 170 korun. Při sbírce v roce 2016 činil výtěžek 40 244 korun.